# Јован Перишић
Јован Перишић (Горњи Врбљани код Рибника, 3. октобар 1972) српски је поп-фолк певач, популаран на просторима бивше Југославије.

## Биографија
Рођен је 1972. године у селу Горњи Врбљани, општина Кључ (данас општина Рибник у РС), Република Српска, БиХ. Године 1991. дошао је у Београд, а затим се 1992. преселио у Нови Сад, где је започела његова певачка каријера. После 5 година успешног рада по ресторанима, дискотекама и клубовима 1997. године снимио је свој први соло албум.
Први албум који је издао носио је назив Збогом лажне љубави. Његов други албум Човек кафански проглашен је најуспешнијим фолк албумом 1999. године у Републици Српској. Исте године добио је Златни Мелос као најбољи певач године на фолк сцени Републике Српске. На првом наступу и такмичењу на фестивалу Моравски бисери победио је у вечери Нове наде.

## Каријера
Године 1991. долази у Београд, а затим се 1992. сели у Нови Сад, гдје почиње његова пјевачка каријера. Послије 5 година успјешног рада по ресторанима, дискотекама и клубовима, 1997. године снима свој први соло албум. Почетак професионалне каријере је почео када је његов пјевачки таленат запазио познати српски кантаутор и његов велики пријатељ Баја Мали Книнџа. Слушао га је како пева на једној свадби у Дворовима, мјесту надомак Бијељине. Одмах га је препоручио Синиши Кајмаковићу, вјештом дискографу и власнику најпопуларније дискографске куће у Републици Српској "Реноме". Он га је објеручке прихватио и пјесме за Јованов деби албум направили су Баја и композиторско-аранжерски ас Драган Стојковић Босанац.
Први албум који је издао носио је назив „Збогом лажне љубави“ и постигао је велики успјех. Његов други албум, „Човек кафански“ проглашен је најуспјешнијим фолк албумом 1999. године у Републици Српској. Преко ноћи је постигао успјех са мега-хитовима "Трећа смена" и "Црно око".
Нисам ни вјеровао да сам толико слушан, док нисам добио позив за гостовања у најпопуларнијим бијељинским телевизијама ТВ "БН" и ТВ "ПИМ". Нисам имао ниједан слободан викенд, и тек тада сам видио колико је напорно, али и слатко (због лове) пјевати сваки дан.
Исте године добио је "Златни Мелос" као најбољи пјевач на фолк сцени Републике Српске. На првом наступу и такмичењу на фестивалу "Моравски бисери" победио је у вечери "Нове наде".
Снимио је 9 албума до сада, а можда и највећи успјех постигао је 2007. године са пјесмом "Моје најмилије". Ова пјесма је на многим радио станицама проглашена за пјесму године 2007. Након 2 године снима нови албум за продукцијску кућу "БН Мјузик", „Полети љубави“, албум који одлично пролази код публике. На новом албуму избацује 8 пјесама, од којих су многе биле хит љета 2009. Вјероватно најзвучнија пјесма са албума је "Сунце се рађа". Поново следи пауза од две године и 2011. излази прво дуетска песма са групом Бота и Дијаманти, пјесма "Пријатељу мој". А затим, након мјесец дана излази и повратнички албум „Знаш ме, знам те“, који је снимио за продукцијску кућу Гранд. Други албум за Гранд, а укупно осми, изашао је у јулу 2013. године. Албум, „Како је, тако је“. Први прави и велики соло концерт, одржао је у Бањој Луци 2013. године, којим је своју каријеру дигао на један виши ниво.

## Приватни живот
Тренутно живи у Темерину, али често је у Босни, у свом родном крају. Ожењен је и има два сина и ћерку. Као певачке узоре, понајвише истиче Шабана Шаулића.

## Албуми
- Збогом лажне љубави (1997)[2]
- Човек кафански (1999)
- Све ћу да разбијем (2001)
- Премија (2004)
- Долазим (2007)
- Полети љубави (2009)
- Знаш ме, знам те (2011)
- Како је, тако је (2013)
- Снага љубави (2016)

## Фестивали
- 2000. Моравски бисери - Мене она неће
- 2001. Моравски бисери - Немам никога
- 2003. Моравски Бисери - Хеј другови, издајице
- 2004. Моравски бисери - Још једном ћу да верујем